# Леендакарі
Леендакарі (баск. той хто командує першим) офіційна назва Голови уряду Країни Басків чи Президента Країни Басків. — Глава автономії Країни Басків в складі Іспанії.
Головний офіс Леендакарі знаходиться в районі Мендісорроса (місто Віторія-Гастейс) також в цьому місті знаходиться офіційна резиденцію в палаці Ахурія-Енеа.

## Походження назви
В баскській мові слово lehendakari використовується як синонім до слова президент. Слово почали використовувати після 1970-х років коли була сформована офіційна орфографія баскської мови. Значну роль у становленні даного терміну відіграла Баскська національна партія. Якщо дослівно перекладати на українську мову то це буде "перший, що керує".

## Резиденції
Палац Ахурія-Енеа офіційна резиденція Президента Країни Басків, назва походить від слова Ajuriaenea що є назвою шляхетного роду, що побудували палац.

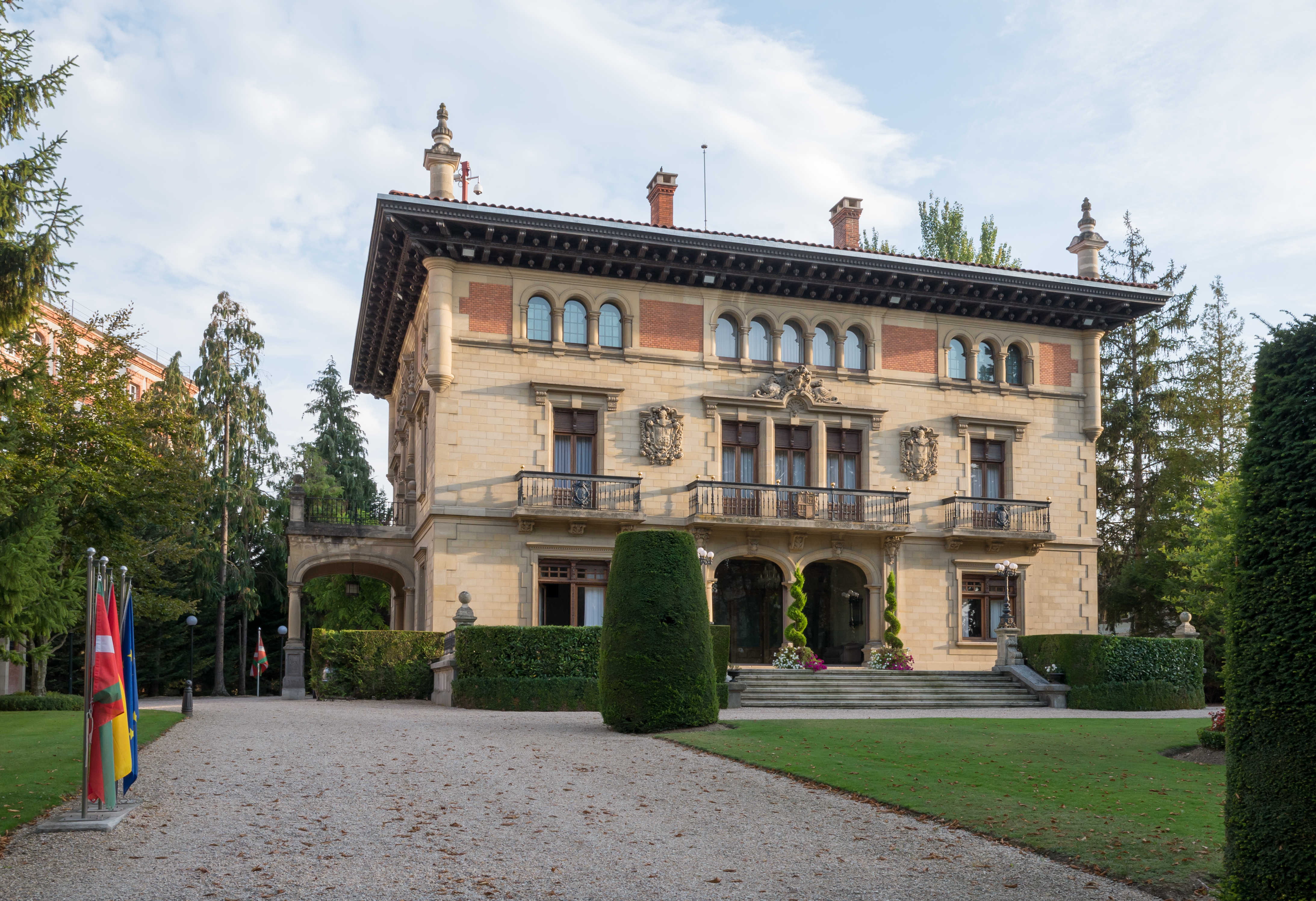
Палац Ахурія-Енеа